# La Cogulera (Sant Iscle de Vallalta)
La Cogulera és una muntanya de 308 metres al municipi de Sant Iscle de Vallalta, a la comarca del Maresme.